# Neoechinorhynchida
Neoechinorhynchida zijn een orde in de taxonomische indeling van de haakwormen, ongewervelde en parasitaire wormen die meestal 1 tot 2 cm lang worden. Neoechinorhynchida werd in 1917 beschreven door Ward.

## Families
- Dendronucleatidae Sokolovskaya, 1962
- Neoechinorhynchidae Ward, 1917
- Tenuisentidae Van Cleave, 1936